# Hrabstwo Trinity (Teksas)

Piramida wieku hrabstwa

Hrabstwo Trinity – hrabstwo położone w USA, w stanie Teksas. Utworzone w 1850 r. Siedzibą hrabstwa jest miasto Groveton. Na południowej granicy hrabstwa znajduje się Jezioro Livingston. W północnej części hrabstwo obejmuje 67,4 tys. akrów (42%) narodowego lasu Davy'ego Crocketta. 

## Sąsiednie hrabstwa
- Hrabstwo Angelina (północny wschód)
- Hrabstwo Polk (południowy wschód)
- Hrabstwo San Jacinto (południe)
- Hrabstwo Walker (południowy zachód)
- Hrabstwo Houston (północny zachód)

## Gospodarka
54% areału gospodarstw zajmują pastwiska, 16% uprawy i 27% to obszary leśne. Wiodącą działalnością w hrabstwie jest przemysł drzewny. Rolnictwo zdominowane jest przez hodowlę koni, bydła, szkółkarstwo, uprawę warzyw, orzechów pekan, kapusty, fasoli i jagód.

## Miasta
- Groveton
- Trinity

## CDP
- Westwood Shores

## Demografia
Według danych pięcioletnich z 2023 roku hrabstwo Trinity liczy 14 228 mieszkańców, w tym 77,3% stanowiły białe społeczności nielatynoskie. Mieszkańcy deklarują głównie pochodzenie niemieckie (13,8%), irlandzkie (13,2%), angielskie (12,5%), meksykańskie (9,1%) i afroamerykańskie (9,1%).  